# Ilybiosoma kermanense
Ilybiosoma kermanense är en skalbaggsart som först beskrevs av J. Balfour-browne 1939.  Ilybiosoma kermanense ingår i släktet Ilybiosoma och familjen dykare. Inga underarter finns listade i Catalogue of Life.